# Google Podcasts
Google Podcasts fue una aplicación de pódcasts desarrollada por Google y lanzada el 18 de junio de 2018 para dispositivos Android.
En septiembre de 2018, se agregó soporte para Google Cast a Google Podcasts.
En la Google I/O  de 2019, Google presentó una versión web de Google Podcasts para iOS, Android y Windows. La versión para iOS se presentó en marzo de 2020.
En noviembre de 2019, la app fue rediseñada con Google Material Theme.
El 12 de mayo de 2020, Google anunció que los usuarios pueden mover sus suscripciones de pódcasts y su historial de Google Podcasts desde Google Play Music.
El 26 de septiembre de 2023, Google anunció que Google Podcasts iba a ser descontinuado y reemplazado por Youtube Music el 24 de junio de 2025.
El 24 de junio de 2024 Google eliminó la app en Google Play, la app de Google Podcast tras las decisiones de sobre reunificar sus apps en un catálogo, para ver los programas de Podcast se necesita YouTube Music.